# غرفة العمليات (البيت الأبيض)
غرفة العمليات المعروفة رسمياً باسم قاعة جون إف كينيدي للمؤتمرات هي قاعة مؤتمرات مساحتها 513.3 متر مربع ومركز تقييم الاستخبارات في الطابق السفلي من الجناح الغربي للبيت الأبيض. تدار من قبل موظفي مجلس الأمن القومي لأجل استخدامها من قبل رئيس الولايات المتحدة ومستشاريه (بما في ذلك مستشار الأمن القومي ومستشار الأمن الداخلي ورئيس هيئة موظفي البيت الأبيض) لرصد الأزمات الداخلية والخارجية والتعامل معها، وكذا إجراء اتصالات آمنة مع أشخاص خارجيين (غالبًا ما يكونون خارج الولايات المتحدة). تم تجهيز غرفة العمليات بأجهزة اتصال آمنة ومتقدمة لمنح الرئيس سلطة القيادة والسيطرة على القوات الأمريكية في جميع أنحاء العالم.

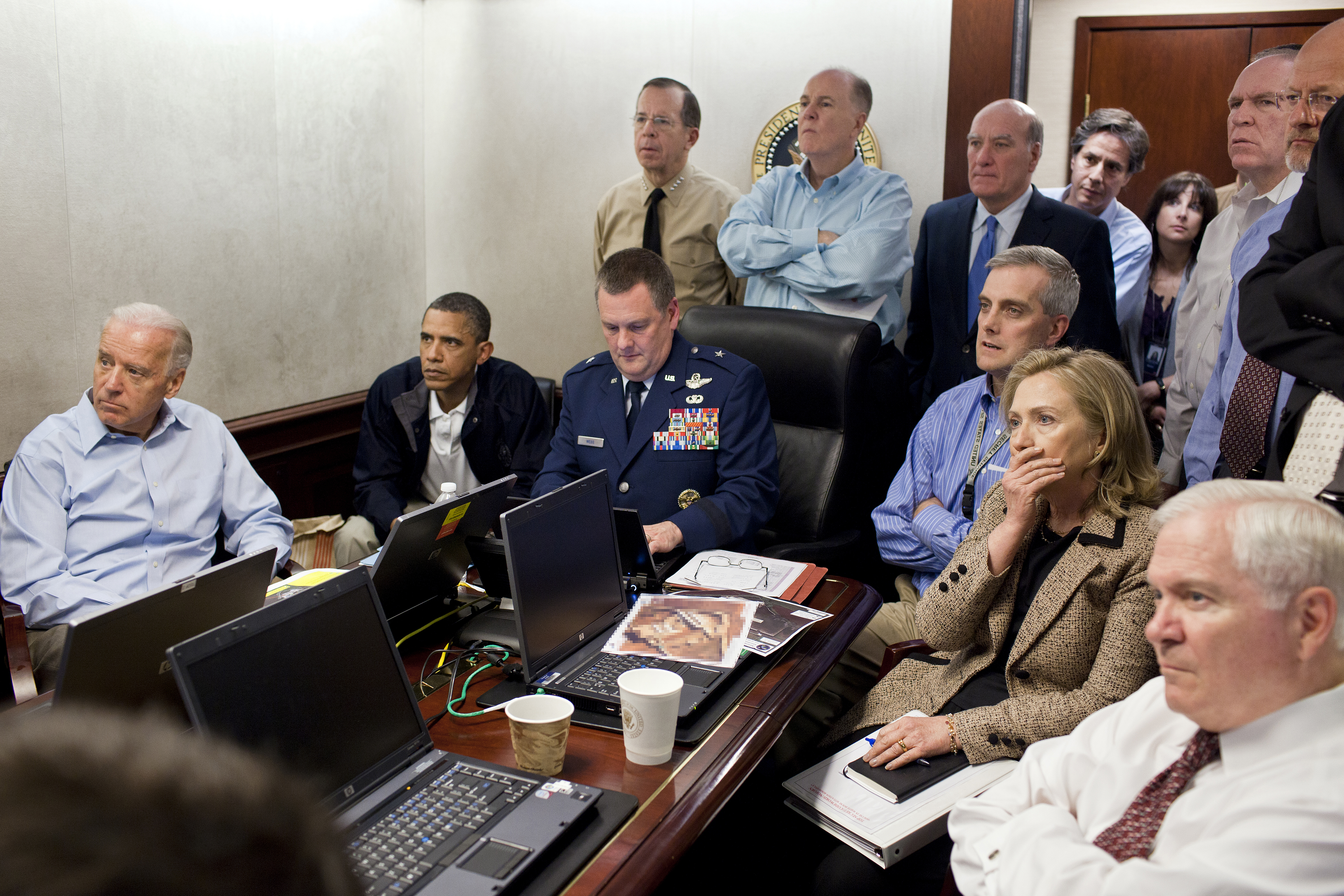
الرئيس باراك أوباما ونائب الرئيس جو بايدن, جنبا إلى جنب مع أعضاء فريق الأمن القومي، في غرفة العمليات خلال عملية رمح نبتون ضد أسامة بن لادن، في واحدة من قاعات المؤتمرات في غرفة العمليات في البيت الأبيض في 1 مايو 2011

## الإنشاء والطاقم
تم إنشاء غرفة العمليات في عام 1961 بناء على طلب الرئيس الأمريكي جون كنيدي بعد فشل غزو خليج الخنازير بسبب نقص المعلومات في الوقت الحقيقي.
تحتوي الغرفة على أنظمة اتصالات آمنة مدمجة بها، وتحتوي الجدران على ألواح خشبية تخفي أنظمة صوت وفيديو وأنظمة مراقبة أخرى. يتم تنظيم غرفة العمليات من قبل موظفي مراقبة مكونين من خمس فرق تراقب الأحداث المحلية والدولية.
يتضمن كل فريق مراقبة ثلاثة ضباط خدمة ومساعد اتصالات ومحلل استخبارات على الرغم من أن عدد الفرق وتكوينها قد يختلفان حسب متطلبات وعبء العمل. ويعمل الفريقان في مجموعة تضم حوالي 30 من كبار الموظفين من مختلف الوكالات في مجتمع الاستخبارات الأمريكية والقوات المسلحة الأمريكية. ويتم اختيار هؤلاء الأعضاء بعناية من بين الترشيحات التي يتم التحقق منها بشكل كبير من قبل الوكالات الأم، بحيث يشترط أن يكونوا محايدين سياسيا بشكل صارم. يراقب الموظفون على مدار الساعة، ويرصدون باستمرار الأحداث العالمية ويبقون كبار موظفي البيت الأبيض على اضطلاع بالأحداث الهامة.